# Wereldbeker freestyleskiën 2008/2009
De wereldbeker freestyleskiën 2008/2009 (officieel: FIS World Cup Freestyle skiing) is een competitie voor freestyleskiërs die georganiseerd wordt door de internationale skifederatie FIS. In de wereldbeker zijn zowel voor mannen als voor vrouwen vijf disciplines opgenomen (halfpipe, freestyle ski cross, aerials, moguls en dual moguls). Het seizoen begon, nadat de wedstrijd op 13 december in Moskou werd afgelast, op 18 december 2008 in Méribel en eindigde op 20 maart 2009 in La Plagne.

## Klassementen

### Algemeen
| Plaats | Naam                 | Punten |
| ------ | -------------------- | ------ |
| 1      | Alexandre Bilodeau   | 87,78  |
| 2      | Tomáš Kraus          | 63,78  |
| 3      | Steve Omischl        | 63,67  |
| 4      | Guilbaut Colas       | 62,67  |
| 5      | Ryan St. Onge        | 52,17  |
| 6      | Kevin Rolland        | 52,00  |
| 7      | Christopher Delbosco | 51,33  |
| 8      | Lars Lewen           | 47,00  |
| 9      | Xavier Bertoni       | 44,00  |
| 10     | Jeret Peterson       | 41,33  |

| Plaats | Naam                | Punten |
| ------ | ------------------- | ------ |
| 1      | Ophélie David       | 86,00  |
| 2      | Hannah Kearney      | 71,33  |
| 3      | Jennifer Heil       | 63,78  |
| 4      | Margarita Marbler   | 61,56  |
| 5      | Lydia Lassila       | 51,43  |
| 6      | Nikola Sudová       | 50,67  |
| 7      | Aiko Uemura         | 48,78  |
| 8      | Li Nina             | 48,00  |
| 9      | Katharina Gutensohn | 46,90  |
| 10     | Virginie Faivre     | 46,00  |

### Disciplines

#### Mannen
| #  | Naam                | Pnt. |
| -- | ------------------- | ---- |
| 1  | Steve Omischl       | 382  |
| 2  | Ryan St. Onge       | 313  |
| 3  | Jeret Peterson      | 248  |
| 4  | Kyle Nissen         | 203  |
| 5  | Aljaxej Hryschyn    | 184  |
| 6  | Dimitri Daschinski  | 175  |
| 7  | Ryan Blais          | 166  |
| 8  | Zimafei Sliwez      | 164  |
| 9  | Oleksandr Abramenko | 162  |
| 10 | Thomas Lambert      | 159  |

| #  | Naam                   | Pnt. |
| -- | ---------------------- | ---- |
| 1  | Kevin Rolland          | 260  |
| 2  | Xavier Bertoni         | 220  |
| 3  | Nils Lauper            | 140  |
| 4  | David Wise             | 102  |
| 5  | Vivien Thiery          | 97   |
| 6  | Micheal Riddle         | 95   |
| 7  | Tyler Peterson         | 76   |
| 8  | Walter Wood            | 60   |
| 9  | Jean Laurent Ratchel   | 57   |
| 10 | Antti-Jussi Kemppainen | 52   |

| #  | Naam                      | Pnt. |
| -- | ------------------------- | ---- |
| 1  | Alexandre Bilodeau        | 790  |
| 2  | Guilbaut Colas            | 564  |
| 3  | Vincent Marquis           | 362  |
| 4  | Pierre-Alexandre Rousseau | 313  |
| 5  | Anthony Benna             | 288  |
| 6  | Alexander Smischljajev    | 276  |
| 7  | Michael Morse             | 272  |
| 8  | Sho Kashima               | 235  |
| 9  | Tapio Luusua              | 216  |
| 10 | Yugo Tsukita              | 189  |

| #  | Naam                 | Pnt. |
| -- | -------------------- | ---- |
| 1  | Tomáš Kraus          | 574  |
| 2  | Christopher Delbosco | 462  |
| 3  | Lars Lewen           | 423  |
| 4  | Casey Puckett        | 319  |
| 5  | Stanley Hayer        | 300  |
| 6  | Andreas Matt         | 290  |
| 7  | Thomas Zangerl       | 284  |
| 8  | Davey Barr           | 266  |
| 9  | Michael Schmid       | 252  |
| 10 | Patrick Koller       | 217  |

#### Vrouwen
| #  | Naam           | Pnt. |
| -- | -------------- | ---- |
| 1  | Lydia Lassila  | 360  |
| 2  | Li Nina        | 336  |
| 3  | Cheng Shuang   | 300  |
| 4  | Xu Mengtao     | 282  |
| 5  | Evelyne Leu    | 244  |
| 6  | Zhao Shanshan  | 237  |
| 7  | Veronika Bauer | 237  |
| 8  | Emily Cook     | 235  |
| 9  | Jacqui Cooper  | 208  |
| 10 | Guo Xinxin     | 207  |

| #  | Naam                | Pnt. |
| -- | ------------------- | ---- |
| 1  | Virginie Faivre     | 230  |
| 2  | Anaïs Caradeux      | 205  |
| 3  | Megan Gunning       | 116  |
| 4  | Jessica Cumming     | 105  |
| 5  | Angeli VanLaanen    | 100  |
| 6  | Miyuki Hatanaka     | 96   |
| 7  | Rosalind Groenewoud | 78   |
| 8  | Katia Griffiths     | 74   |
| 9  | Katrien Aerts       | 61   |
| 10 | Dania Assaly        | 60   |

| #  | Naam                  | Pnt. |
| -- | --------------------- | ---- |
| 1  | Hannah Kearney        | 642  |
| 2  | Jennifer Heil         | 574  |
| 3  | Margarita Marbler     | 464  |
| 4  | Nikola Sudová         | 456  |
| 5  | Aiko Uemura           | 439  |
| 6  | Miki Ito              | 311  |
| 7  | Shannon Bahrke        | 255  |
| 8  | Emiko Torito          | 250  |
| 9  | Chloé Dufour-Lapointe | 248  |
| 10 | Shelly Robertson      | 239  |

| #  | Naam                | Pnt. |
| -- | ------------------- | ---- |
| 1  | Ophélie David       | 860  |
| 2  | Katharina Gutensohn | 469  |
| 3  | Kelsey Serwa        | 416  |
| 4  | Karin Huttary       | 413  |
| 5  | Ashleigh McIvor     | 364  |
| 6  | Marion Josserand    | 316  |
| 7  | Aleisha Cline       | 285  |
| 8  | Hedda Berntsen      | 281  |
| 9  | Émilie Sérain       | 279  |
| 10 | Meryl Boulangeat    | 270  |

## Wedstrijden

### Mannen
| Datum                                                                           | Plaats                  | Discipline  | Eerste                         | Tweede                         | Derde                          |
| ------------------------------------------------------------------------------- | ----------------------- | ----------- | ------------------------------ | ------------------------------ | ------------------------------ |
| 13/12                                                                           | Moskou                  | dual moguls | afgelast                       | afgelast                       | afgelast                       |
| 18/12                                                                           | Méribel                 | dual moguls | Pierre-Alexandre Rousseau      | Alexandre Bilodeau             | Anthony Benna                  |
| 19/12                                                                           | Adventure Mountain      | aerials     | afgelast                       | afgelast                       | afgelast                       |
| 20/12                                                                           | Adventure Mountain      | aerials     | Aljaxej Hryschyn               | Li Ke                          | Warren Shouldice               |
| 05/01                                                                           | St. Johann in Tirol     | ski cross   | Michael Schmid                 | Andreas Matt                   | Tommy Eliasson                 |
| 10/01                                                                           | Les Contamines-Montjoie | ski cross   | Andreas Matt                   | Christopher Delbosco           | Markus Wittner                 |
| 11/01                                                                           | Les Contamines-Montjoie | halfpipe    | Xavier Bertoni                 | Nils Lauper                    | Kevin Rolland                  |
| 14/01                                                                           | Flaine                  | ski cross   | Tomáš Kraus                    | Casey Puckett                  | Eric Iljans                    |
| 18/01                                                                           | Lake Placid             | aerials     | Jeret Peterson                 | Kyle Nissen                    | Warren Shouldice               |
| 19/01                                                                           | Lake Placid             | ski cross   | Lars Lewen                     | Patrick Koller                 | Tomáš Kraus                    |
| 24/01                                                                           | Mont Gabriel            | moguls      | Vincent Marquis                | Alexandre Bilodeau             | Pierre-Alexandre Rousseau      |
| 25/01                                                                           | Mont Gabriel            | aerials     | Steve Omischl                  | Zimafei Sliwez                 | Thomas Lambert                 |
| 29/01                                                                           | Deer Valley             | moguls      | Guilbaut Colas                 | Alexandre Bilodeau             | Patrick Deneen                 |
| 30/01                                                                           | Deer Valley             | aerials     | Ryan St. Onge                  | Liu Zhongqing                  | Steve Omischl                  |
| 31/01                                                                           | Deer Valley             | dual moguls | Guilbaut Colas                 | David Babic                    | Alexander Smischljajev         |
| 31/01                                                                           | Park City               | halfpipe    | Kevin Rolland                  | Xavier Bertoni                 | Walter Wood                    |
| 06/02                                                                           | Cypress Mountain        | aerials     | Steve Omischl                  | Anton Kushnir                  | Stanislav Kravtsjuk            |
| 06/02                                                                           | Cypress Mountain        | ski cross   | Christopher Delbosco           | Stanley Hayer                  | Davey Barr                     |
| 07/02                                                                           | Cypress Mountain        | moguls      | Alexandre Bilodeau             | Yugo Tsukita                   | Guilbaut Colas                 |
| 13/02                                                                           | Åre                     | moguls      | Alexandre Bilodeau             | Pierre-Alexandre Rousseau      | Vincent Marquis                |
| 14/02                                                                           | Åre                     | dual moguls | Alexandre Bilodeau             | Guilbaut Colas                 | Maxime Gingras                 |
| 14/02                                                                           | Moskou                  | aerials     | Ryan St. Onge                  | Dimitri Daschinski             | Stanislav Kravtsjuk            |
| 19/02                                                                           | Voss                    | ski cross   | Tomáš Kraus                    | Thomas Zangerl                 | Andreas Matt                   |
| 20/02                                                                           | Voss                    | moguls      | Alexandre Bilodeau             | Tapio Luusua                   | Michael Morse                  |
| 21/02                                                                           | Voss                    | dual moguls | afgelast                       | afgelast                       | afgelast                       |
| 21/02                                                                           | Kiev                    | aerials     | afgelast                       | afgelast                       | afgelast                       |
| 24/02                                                                           | Branäs                  | ski cross   | Lars Lewen                     | Christopher Delbosco           | Michael Schmid                 |
| 1-8 maart 2009: Wereldkampioenschappen freestyleskiën 2009 in Inawashiro (Yama) |                         |             |                                |                                |                                |
| 12/03                                                                           | Grindelwald             | ski cross   | afgebroken wegens slecht zicht | afgebroken wegens slecht zicht | afgebroken wegens slecht zicht |
| 14/03                                                                           | Hasliberg               | ski cross   | Andreas Steffen                | Christopher Delbosco           | Xavier Kuhn                    |
| 18/03                                                                           | La Plagne               | dual moguls | Alexandre Bilodeau             | Guilbaut Colas                 | Pierre Ochs                    |
| 19/03                                                                           | La Plagne               | halfpipe    | Kevin Rolland                  | David Wise                     | Nils Lauper                    |
| 20/03                                                                           | La Plagne               | ski cross   | Tomáš Kraus                    | Armin Niederer                 | Stanley Hayer                  |

### Vrouwen
| Datum                                                                           | Plaats                  | Discipline  | Eerste              | Tweede              | Derde                 |
| ------------------------------------------------------------------------------- | ----------------------- | ----------- | ------------------- | ------------------- | --------------------- |
| 13/12                                                                           | Moskou                  | dual moguls | afgelast            | afgelast            | afgelast              |
| 18/12                                                                           | Méribel                 | dual moguls | Hannah Kearney      | Jennifer Heil       | Nikola Sudová         |
| 19/12                                                                           | Adventure Mountain      | aerials     | Lydia Lassila       | Jacqui Cooper       | Veronika Bauer        |
| 20/12                                                                           | Adventure Mountain      | aerials     | Zhao Shanshan       | Li Nina             | Lydia Lassila         |
| 05/01                                                                           | St. Johann in Tirol     | ski cross   | Marion Josserand    | Katharina Gutensohn | Kelsey Serwa          |
| 10/01                                                                           | Les Contamines-Montjoie | ski cross   | Hedda Berntsen      | Ophélie David       | Katrin Ofner          |
| 11/01                                                                           | Les Contamines-Montjoie | halfpipe    | Virginie Faivre     | Miyuki Hatanaka     | Jessica Cumming       |
| 14/01                                                                           | Flaine                  | ski cross   | Ophélie David       | Ashleigh McIvor     | Karin Huttary         |
| 18/01                                                                           | Lake Placid             | aerials     | Ala Zuper           | Xu Mengtao          | Emily Cook            |
| 19/01                                                                           | Lake Placid             | ski cross   | Ophélie David       | Jenny Owens         | Meryl Boulangeat      |
| 24/01                                                                           | Mont Gabriel            | moguls      | Aiko Uemara         | Jennifer Heil       | Hannah Kearney        |
| 25/01                                                                           | Mont Gabriel            | aerials     | Lydia Lassila       | Cheng Shuang        | Zhao Shanshan         |
| 29/01                                                                           | Deer Valley             | moguls      | Hannah Kearney      | Michelle Roark      | Margarita Marbler     |
| 30/01                                                                           | Deer Valley             | aerials     | Li Nina             | Guo Xinxin          | Emily Cook            |
| 31/01                                                                           | Deer Valley             | dual moguls | Jennifer Heil       | Hannah Kearney      | Nikola Sudová         |
| 31/01                                                                           | Park City               | halfpipe    | Angeli VanLaanen    | Megan Gunning       | Anaïs Caradeux        |
| 06/02                                                                           | Cypress Mountain        | aerials     | Evelyne Leu         | Dai Shuangfei       | Cheng Shuang          |
| 06/02                                                                           | Cypress Mountain        | ski cross   | Aleisha Cline       | Ashleigh McIvor     | Karin Huttary         |
| 07/02                                                                           | Cypress Mountain        | moguls      | Jennifer Heil       | Hannah Kearney      | Margarita Marbler     |
| 13/02                                                                           | Åre                     | moguls      | Margarita Marbler   | Jennifer Heil       | Aiko Uemara           |
| 14/02                                                                           | Åre                     | dual moguls | Hannah Kearney      | Aiko Uemara         | Margarita Marbler     |
| 14/02                                                                           | Moskou                  | aerials     | Xu Mengtao          | Cheng Shuang        | Lydia Lassila         |
| 19/02                                                                           | Voss                    | ski cross   | Ophélie David       | Katharina Gutensohn | Karin Huttary         |
| 20/02                                                                           | Voss                    | moguls      | Aiko Uemara         | Nikola Sudová       | Miki Ito              |
| 21/02                                                                           | Voss                    | dual moguls | afgelast            | afgelast            | afgelast              |
| 21/02                                                                           | Kiev                    | aerials     | afgelast            | afgelast            | afgelast              |
| 24/02                                                                           | Branäs                  | ski cross   | Ophélie David       | Karin Huttary       | Ashleigh McIvor       |
| 1-8 maart 2009: Wereldkampioenschappen freestyleskiën 2009 in Inawashiro (Yama) |                         |             |                     |                     |                       |
| 12/03                                                                           | Grindelwald *           | ski cross   | Ophélie David       | Marion Josserand    | Sanna Lüdi            |
| 14/03                                                                           | Hasliberg               | ski cross   | Katharina Gutensohn | Ophélie David       | Julia Murray          |
| 18/03                                                                           | La Plagne               | dual moguls | Margarita Marbler   | Nikola Sudová       | Chloé Dufour-Lapointe |
| 19/03                                                                           | La Plagne               | halfpipe    | Anaïs Caradeux      | Virginie Faivre     | Rosalind Groenewoud   |
| 20/03                                                                           | La Plagne               | ski cross   | Ophélie David       | Kelsey Serwa        | Émilie Sérain         |

* 12/03 Grindelwald: klassering na kwalificatie; finale afgelast wegens slecht zicht

## Landenbeker
| Plaats | Land             | Punten |
| ------ | ---------------- | ------ |
| 1      | Canada           | 5772   |
| 2      | Verenigde Staten | 3625   |
| 3      | Frankrijk        | 3419   |
| 4      | Zwitserland      | 2465   |
| 5      | Oostenrijk       | 2267   |
| 6      | Japan            | 1665   |
| 7      | Zweden           | 1343   |
| 8      | China            | 1292   |
| 9      | Tsjechië         | 1249   |
| 10     | Australië        | 1080   |

| Plaats | Land             | Punten |
| ------ | ---------------- | ------ |
| 1      | Canada           | 3093   |
| 2      | Verenigde Staten | 1960   |
| 3      | Frankrijk        | 1804   |
| 4      | Zwitserland      | 1246   |
| 5      | Zweden           | 951    |
| 6      | Oostenrijk       | 764    |
| 7      | Rusland          | 724    |
| 8      | Tsjechië         | 685    |
| 9      | Japan            | 668    |
| 10     | Finland          | 609    |

| Plaats | Land             | Punten |
| ------ | ---------------- | ------ |
| 1      | Canada           | 2679   |
| 2      | Verenigde Staten | 1665   |
| 3      | Frankrijk        | 1613   |
| 4      | Oostenrijk       | 1503   |
| 5      | Zwitserland      | 1219   |
| 6      | China            | 1017   |
| 7      | Japan            | 997    |
| 8      | Australië        | 902    |
| 9      | Tsjechië         | 564    |
| 10     | Noorwegen        | 489    |

1979/1980 ·
1980/1981 ·
1981/1982 ·
1982/1983 ·
1984/1985 ·
1985/1986 ·
1986/1987 ·
1987/1988 ·
1988/1989 ·
1989/1990 ·
1990/1991 ·
1991/1992 ·
1992/1993 ·
1993/1994 ·
1994/1995 ·
1995/1996 ·
1996/1997 ·
1997/1998 ·
1998/1999 ·
1999/2000 ·
2000/2001 ·
2001/2002 ·
2002/2003 ·
2003/2004 ·
2004/2005 ·
2005/2006 ·
2006/2007 ·
2007/2008 ·
2008/2009 ·
2009/2010 ·
2010/2011 ·
2011/2012 ·
2012/2013 ·
2013/2014 ·
2014/2015 ·
2015/2016 ·
2016/2017 ·
2017/2018 ·
2018/2019 ·
2019/2020 ·
2020/2021 ·
2021/2022 ·
2022/2023 ·
2023/2024 ·
2024/2025
Alpineskiën ·
Biatlon ·
Bobsleeën ·
Freestyleskiën ·
Langlaufen ·
Noordse combinatie ·
Rodelen ·
Schaatsen (junioren) ·
Schansspringen ·
Shorttrack ·
Skeleton ·
Snowboarden